# Cim de Penyagolosa
El Penyagolosa és una muntanya situada entre les comarques valencianes de l'Alt Maestrat i l'Alt Millars el cim de la qual arriba als 1.813 metres del nivell de la mar convertint-la en la segona muntanya més alta del País Valencià i una de les més simbòliques.

## Geografia
La muntanya és la segona més alta del País Valencià, només després de l'Alto de las Barracas (al Racó d'Ademús) que mesura 1.838 metres. Es troba dins del Parc Natural del Penyagolosa, declarat el 2006 per la Generalitat Valenciana, i dona nom també al Massís de Penyagolosa.
El Penyagolosa pertany a la ramificació valenciana del Sistema Ibèric i està envoltat d'extensos boscos de pi negral, pi albar, roure reboll, teix i grèvol, entre d'altres. Els materials son principalment roques margues i calcàries juràssiques i cretàciques, amb capes inclinades. Els rius i barrancs abunden al voltant de la muntanya: a l'oest es troba el riu de Vistabella i el riu de Vilafermosa; a l’est el riu de Llucena.
Al seu cim hi ha dos esperons: la més occidental pertany totalment al terme municipal de Vilafermosa, mentre que l'oriental marca el límit entre els termes municipals de Xodos, Vistabella del Maestrat i Vilafermosa i és on es troba el vèrtex geodèsic.
La muntanya rocosa està dividida en dues parts diferenciades entre si: la paret sud, amb un precipici vertical de quasi 300 metres que és punt de trobada d'escaladors, i el vessant nord, més accessible i de pendent relativament suau. L'accés al cim es du a terme generalment des del vessant nord, que permet una pujada més fàcil i que arranca un poc abans de l'ermita o pel barranc de la Pegunta.

## Història
El nom de la muntanya prové probablement de l'evolució del terme pinna (muntanya) i lucosa (boscosa). Prop de la muntanya, al terme municipal de Vistabella del Maestrat, es troba el santuari de Sant Joan de Penyagolosa, antic monestir i lloc de pelegrinatge. El Santuari està format per un conjunt d'edificacions entorn d'una plaça, i un pati interior al voltant del qual s'articulen diferents dependències. Cada any s'hi realitzen diferents romeries al Santuari, la més coneguda de les quals és la dels Pelegrins de les Useres.
Al vessant sud-oest de la zona coneguda com a Mas de la Cambreta, que es troba a la cara nord de la zona més propera al cim de la serra del Penyagolosa, es troba la Nevera del Mas de Penyagolosa, també coneguda com a Nevera de la Cambreta, que data del segle XVII, quan el comerç de la neu estava molt extés.
L'any 2000 va ser declarada com a Zona d'especial protecció per a les aus (ZEPA) i el 2006 va ser declarada Parc Natural.
L'any 2018 la Generalitat Valenciana va comprar els terrenys del cim del Penyagolosa, coneguts com la finca Mas de Sanahuja, per un import proper als 1,1 milions d'euros. A través d'aquesta transacció, el pic va deixar de ser propietat privada i va passar a ser patrimoni public valencià. L'objectiu de la Generalitat amb aquesta compra era recuperar la finca i el cim per la seua rellevància simbòlica i històrica, per tal de poder conservar-la en les seues funcions ecològiques i socials.

Al cim, al costat d'una estàtua de la Mare de Déu del Lledó (patrona de la ciutat de Castelló de la Plana) hi ha una placa que diu: 
Penyagolosa, gegant de pedra,
La teua testa plena de neu,
Penyagolosa, Penyagolosa,
A la tempesta, al sol i al vent,
Fita senyera del poble meu
I també aquesta:
Muntanyer!
Sou al Penyagolosa, el cim
senyera del País Valencià, el més
enlairat de l'àrea lingüística
valenciana, vèrtex geodèsic de
primer ordre a 1.813 metres
sobre el nivell del mar.

Una vegada hàgeu contemplat
la magnificència i grandiositat
del paisatge circumdant, t'invitem
a dipositar una targeta a la bústia
indicant les teues impressions, nom,
centre al qual pertanys i
data de l'ascensió.

## Galeria

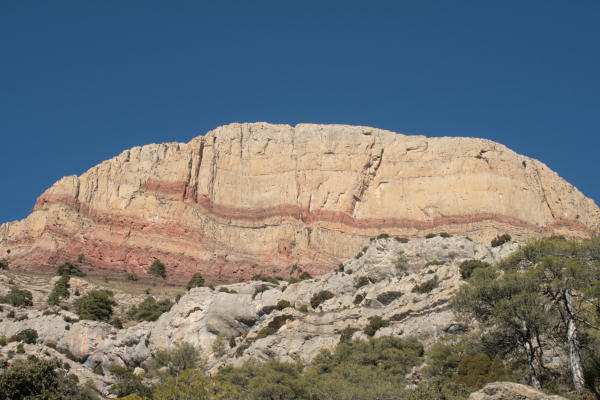
Cara sud del Penyagolosa
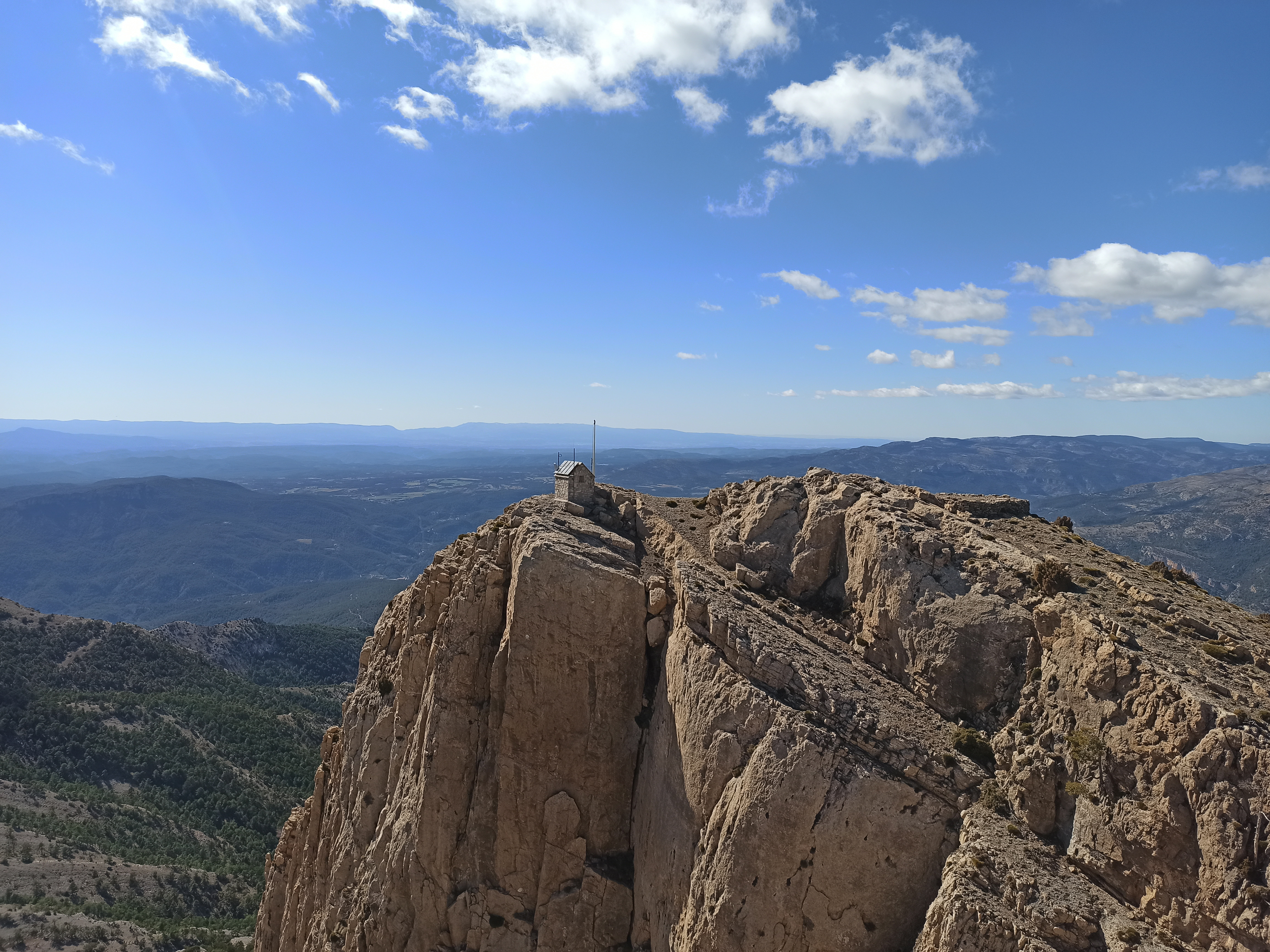
Cim
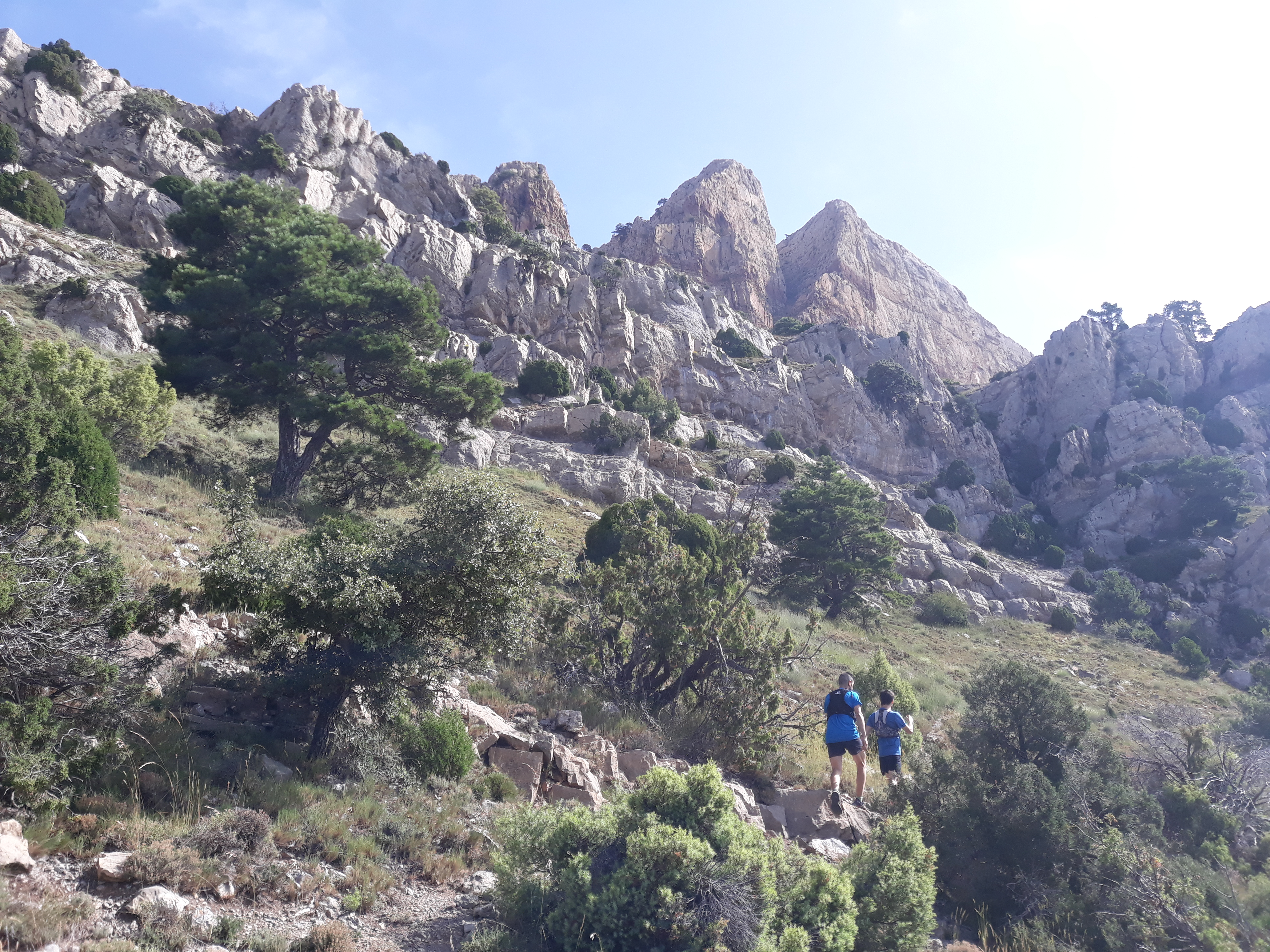
Canal d'accés al cim des del sud
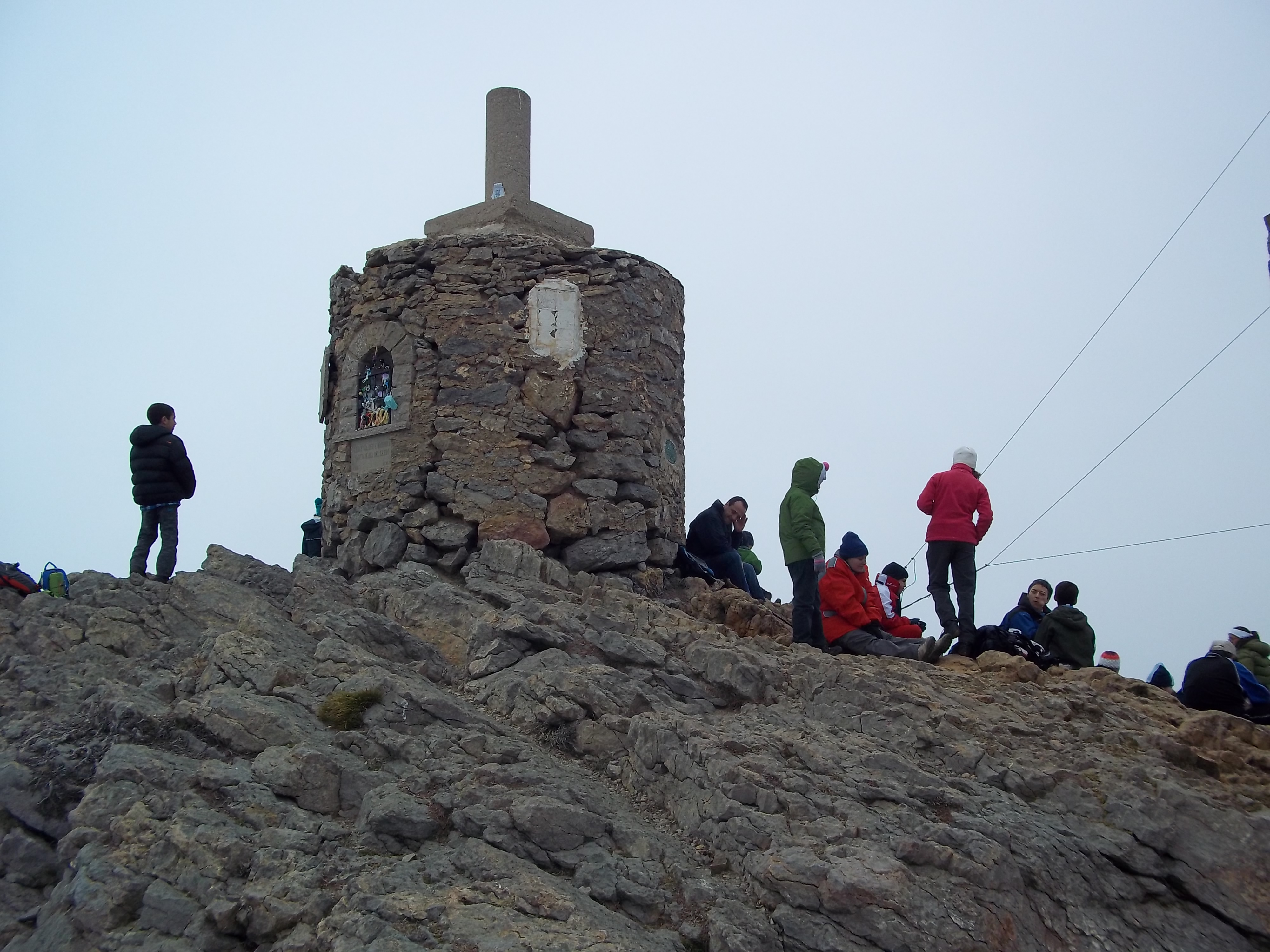
Excursionistes al cim